# Klaus an der Pyhrnbahn
Klaus an der Pyhrnbahn ist eine Gemeinde im Bezirk Kirchdorf im Traunviertel in Oberösterreich, mit 1137 Einwohnern (Stand 1. Jänner 2025), und zählt als nördlichste Gemeinde zur Region Pyhrn-Priel. Der zuständige Gerichtsbezirk ist Kirchdorf an der Krems.

## Geografie
Klaus an der Pyhrnbahn liegt auf 466 m Höhe im Traunviertel an einer Engstelle der Steyr. Die Ausdehnung beträgt von Nord nach Süd 13,6 und von West nach Ost 13,3 Kilometer. Die Gesamtfläche umfasst 108,03 Quadratkilometer. Davon sind 83 Prozent bewaldet, 4 Prozent werden landwirtschaftlich genutzt. Sowohl der Flächenanteil an den Alpen als auch an Gewässern beträgt etwa ein Prozent. Lediglich 5,9 Prozent des Gemeindegebiets ist Dauersiedlungsraum und die Bevölkerungsdichte liegt mit nur 10 Einwohnern pro Quadratkilometer deutlich unter dem Bezirksschnitt.

### Gemeindegliederung
Das Gemeindegebiet umfasst drei Ortschaften (in Klammern Einwohnerzahl Stand 1. Jänner 2025):
- Klaus an der Pyhrnbahn (507)
- Kniewas (44)
- Steyrling (586)

Die Gemeinde besteht aus zwei Katastralgemeinden:
- Klaus
- Steyrling

### Nachbargemeinden
|                  | Micheldorf in Oberösterreich                | Molln       |
| Grünau im Almtal | Kompassrose, die auf Nachbargemeinden zeigt |             |
|                  | Hinterstoder                                | St. Pankraz |

## Geschichte

### Ortsgeschichte

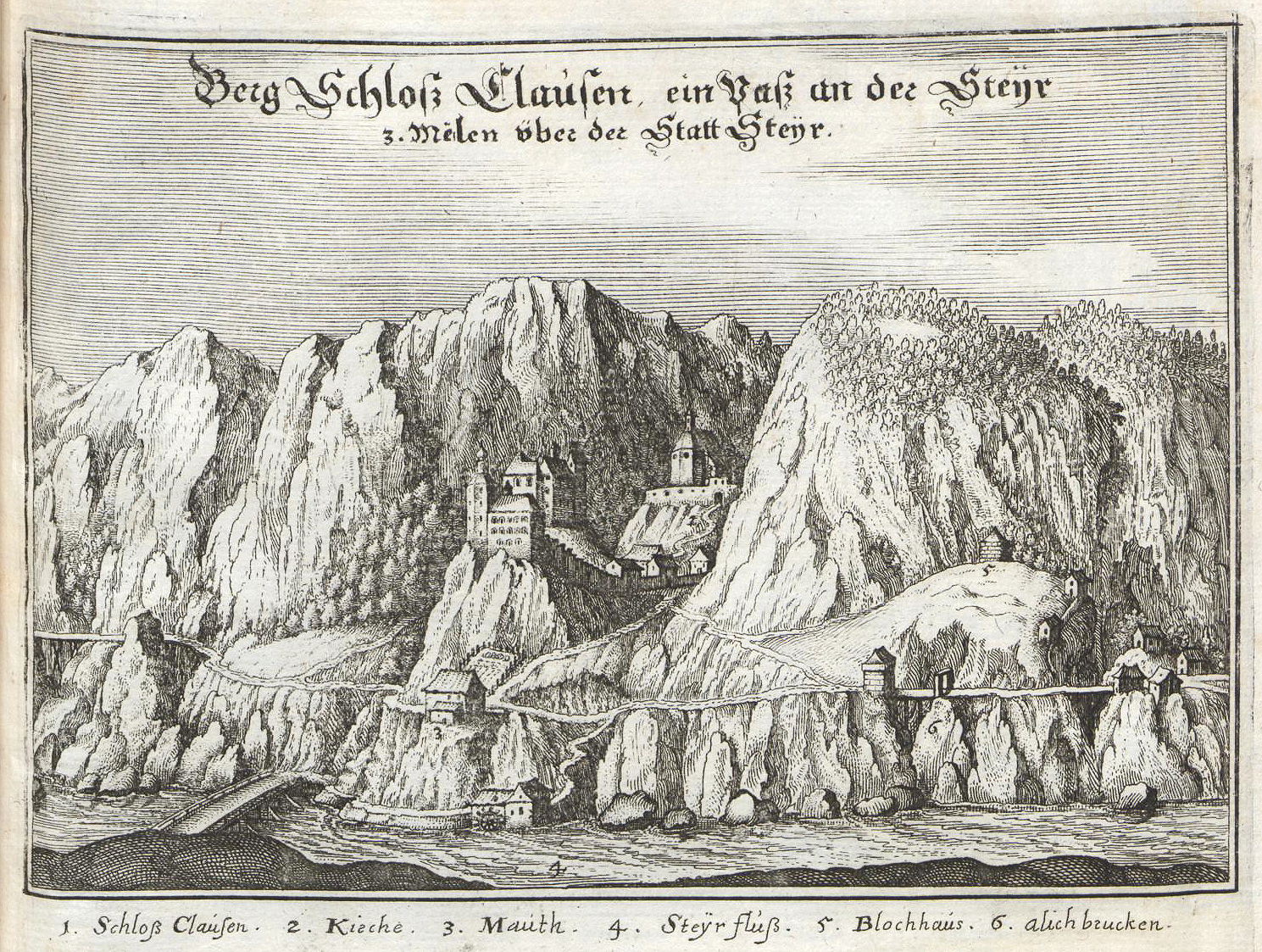
Ansicht aus Matthäus Merians Topographia Austriacarum (erschienen 1679)

Archäologische Funde belegen, dass die waldreiche, unwirtliche Enge von Klaus bereits in der Bronzezeit von Menschen wenigstens begangen, vielleicht sogar bewohnt wurde. Aufgrund der landschaftlichen Gegebenheiten führte später eine Römerstraße, deren damaliger Verlauf noch heute an einigen Stellen sichtbar ist, durch das Steyrtal bei Klaus.
Ursprünglich im Ostteil des Herzogtums Bayern liegend, gehörte der Ort seit dem 12. Jahrhundert zum Herzogtum Österreich. Erste (allerdings nicht vollständig gesicherte) urkundliche Hinweise auf den Ort Klaus gehen auf die Jahre 1175 und 1178 zurück, wonach Udalschalk von Klaus für die Markgrafen der Steiermark die Burg Klaus verwaltete. In einer gesicherten Urkunde aus dem Jahr 1192 wird Klaus als landesfürstlicher Besitz der Babenberger genannt.
Geschichtliche Aufzeichnungen aus dem Spätmittelalter erwähnen durch die Nennung verschiedener Burggrafen von Klaus auch damals gebräuchliche Schreibweisen des Ortsnamens: Clusa, Chlausa, Claws, Klausen, Klaus.
Seit 1490 wird er dem Fürstentum Österreich ob der Enns zugerechnet.
Während der Napoleonischen Kriege war der Ort mehrfach besetzt.
Seit 1918 gehört der Ort zum Bundesland Oberösterreich. Nach dem Anschluss Österreichs an das Deutsche Reich am 13. März 1938 gehörte der Ort zum Gau Oberdonau. Nach dem Zweiten Weltkrieg (1939–1945) erfolgte die Wiederherstellung Oberösterreichs.
Von Frühjahr 1973 bis Ende Juni 1975 errichtete die Ennskraftwerke AG am Steyrfluss das Kraftwerk Klaus. Der dadurch entstandene Stausee wird als Naherholungsgebiet genutzt. Im Rahmen der dezentralen Oberösterreichische Landesausstellung 1998 „Land der Hämmer“ wurde im denkmalgeschützten Lokschuppen eine Ausstellung errichtet. Seither wird der Lokschuppm für kulturelle Veranstaltungen genutzt.

Der Ortskern im Jahr 1903
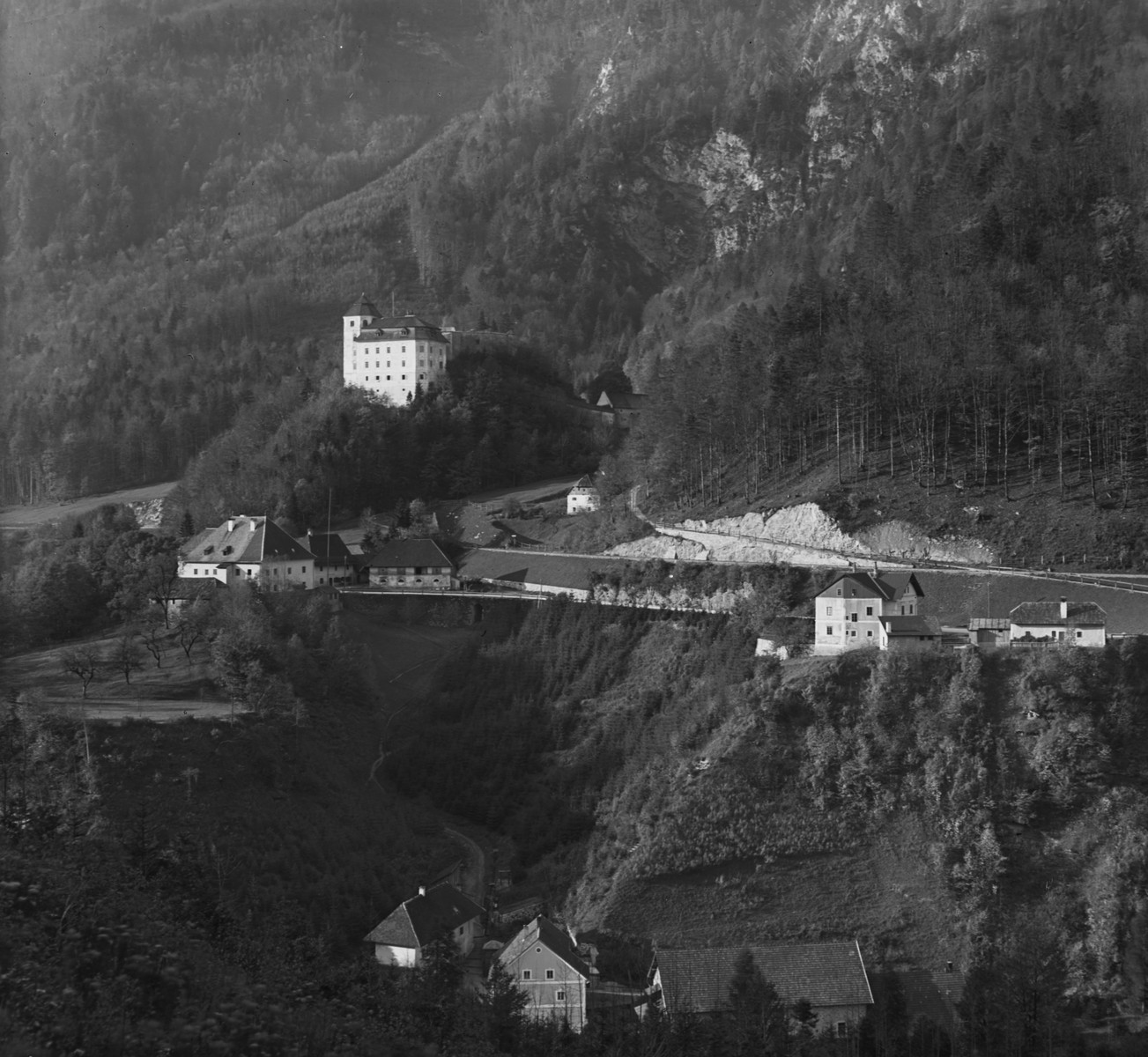
Ansicht von 1900–1925

### Einwohnerentwicklung
1991 hatte die Gemeinde laut Volkszählung 1.099 Einwohner, 2001 dann 1.178, um dann bis 2020 auf 1.061 zu sinken. Der Rückgang seit 2001 ist auf Abwanderung zurückzuführen, die Geburtenbilanz war positiv.

## Kultur und Sehenswürdigkeiten
- Schloss Klaus

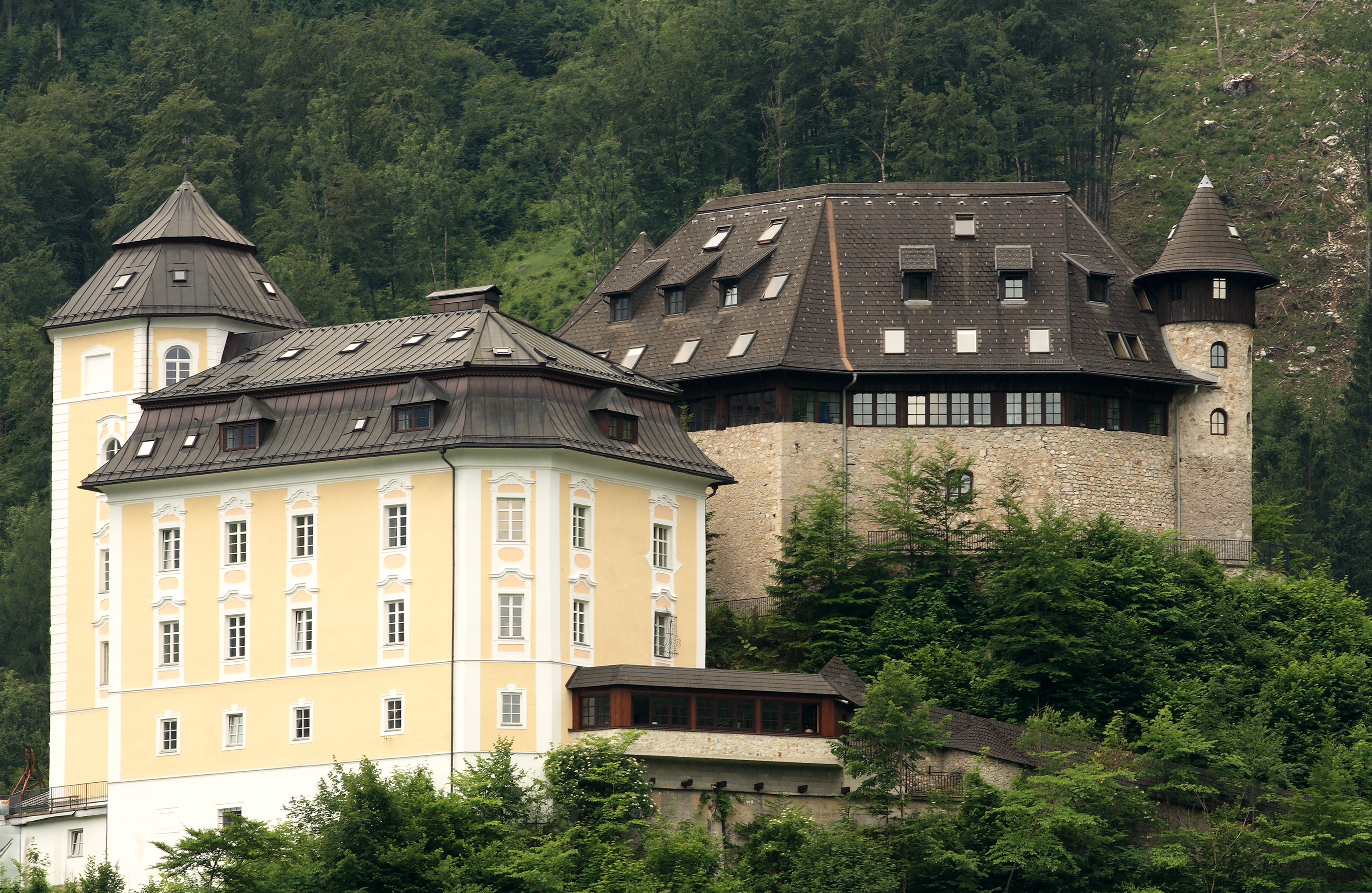
Schloss Klaus

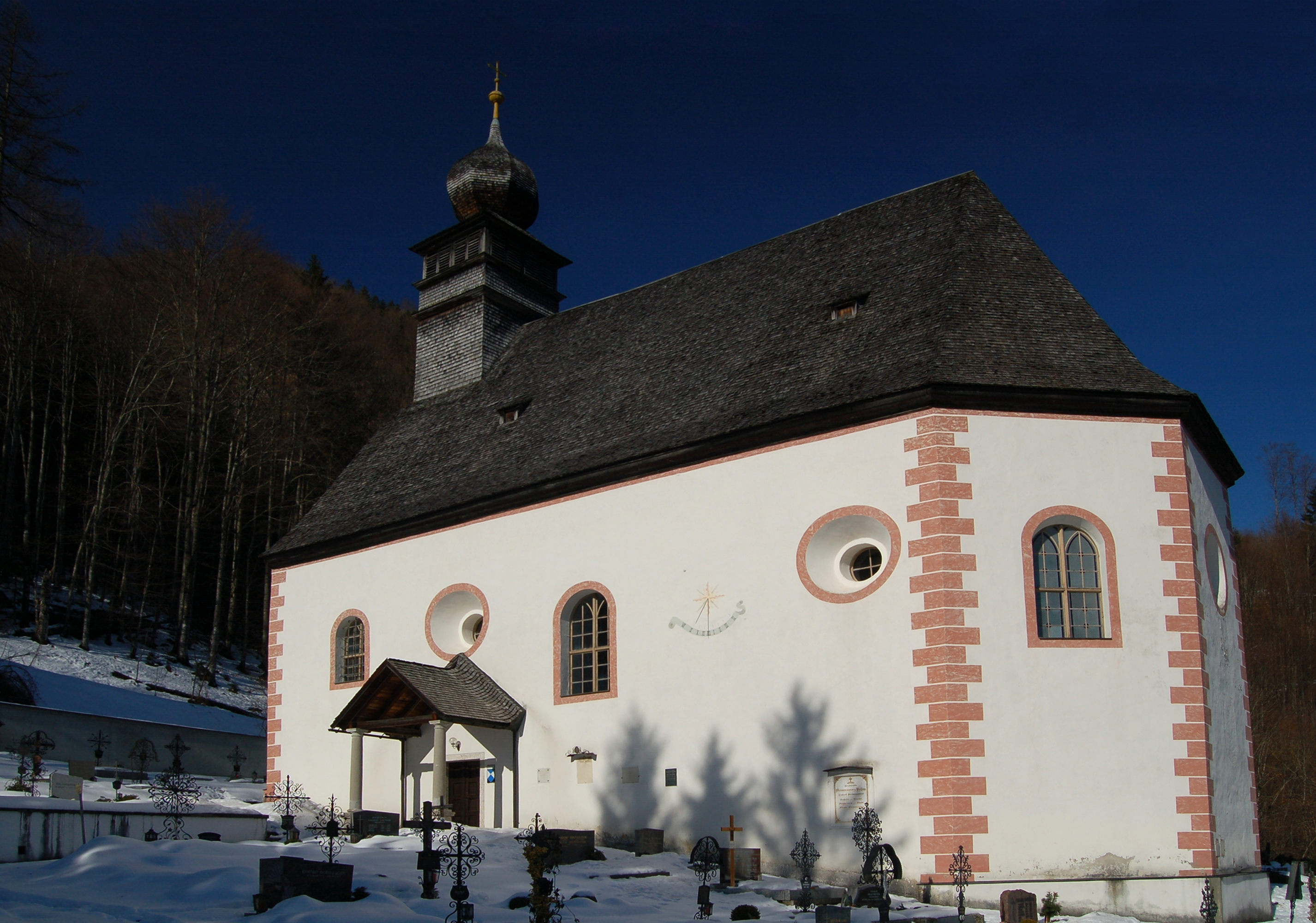
Ehemalige Pfarrkirche Klaus an der Pyhrnbahn

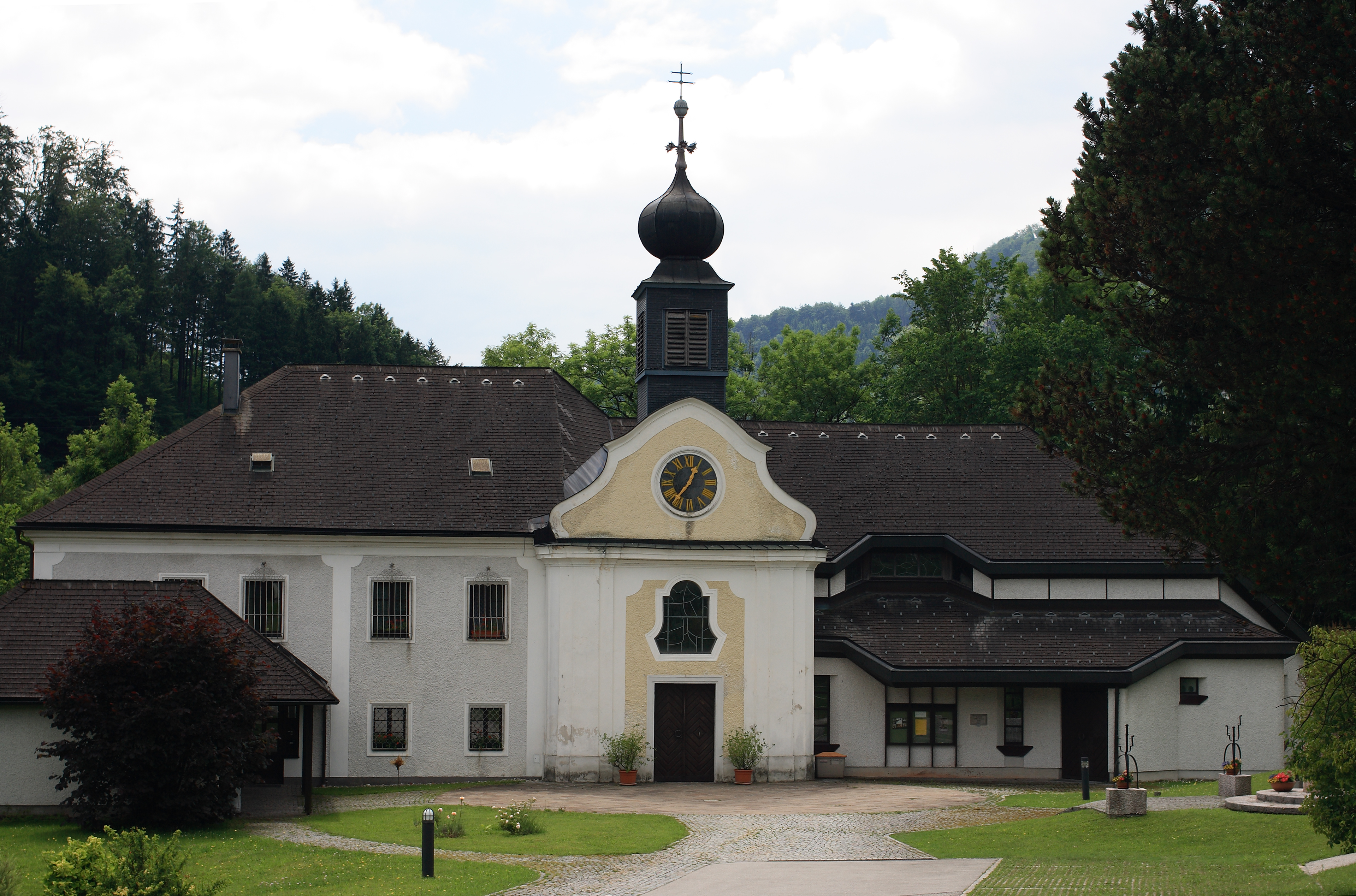
Pfarrkirche Klaus an der Pyhrnbahn

- Bergkirche Klaus: 1616–1618 als evangelische Kirche erbaut, 1674 in der Gegenreformation als katholische Kirche geweiht.
- Katholische Pfarrkirche Klaus an der Pyhrnbahn zum Gedächtnis der Schmerzen Mariens
- Kraftwerk Klaus mit Stausee Klaus bei Flusskilometer 40,1 (ab Steyrmündung). Die Staumauer ist 55 m hoch, an der Krone 210 Meter breit und im Fundament 10 m stark. Der dadurch entstandene See ist 40 Meter tief und reicht sieben Kilometer flussauf bis zur von rechts in die Steyr einmündende Teichl.[5] Die Engpassleistung beträgt 19,60 MW, das Regeljahresarbeitsvermögen 74 Mio. kWh.[8] Am Bauwerk des Grundablasseinlaufs steht eine von Pascal Schöning entworfene Metallskulptur (fertiggestellt 1998).[9] Rechtsufrig etwas oberhalb der Staumauer des Stausees gibt es ein Gasthaus sowie einen Bootsverleih.
- Kulturzentrum Lokschuppm: Veranstaltungsort von Konzerten verschiedenster Musikrichtungen (siehe Weblinks)

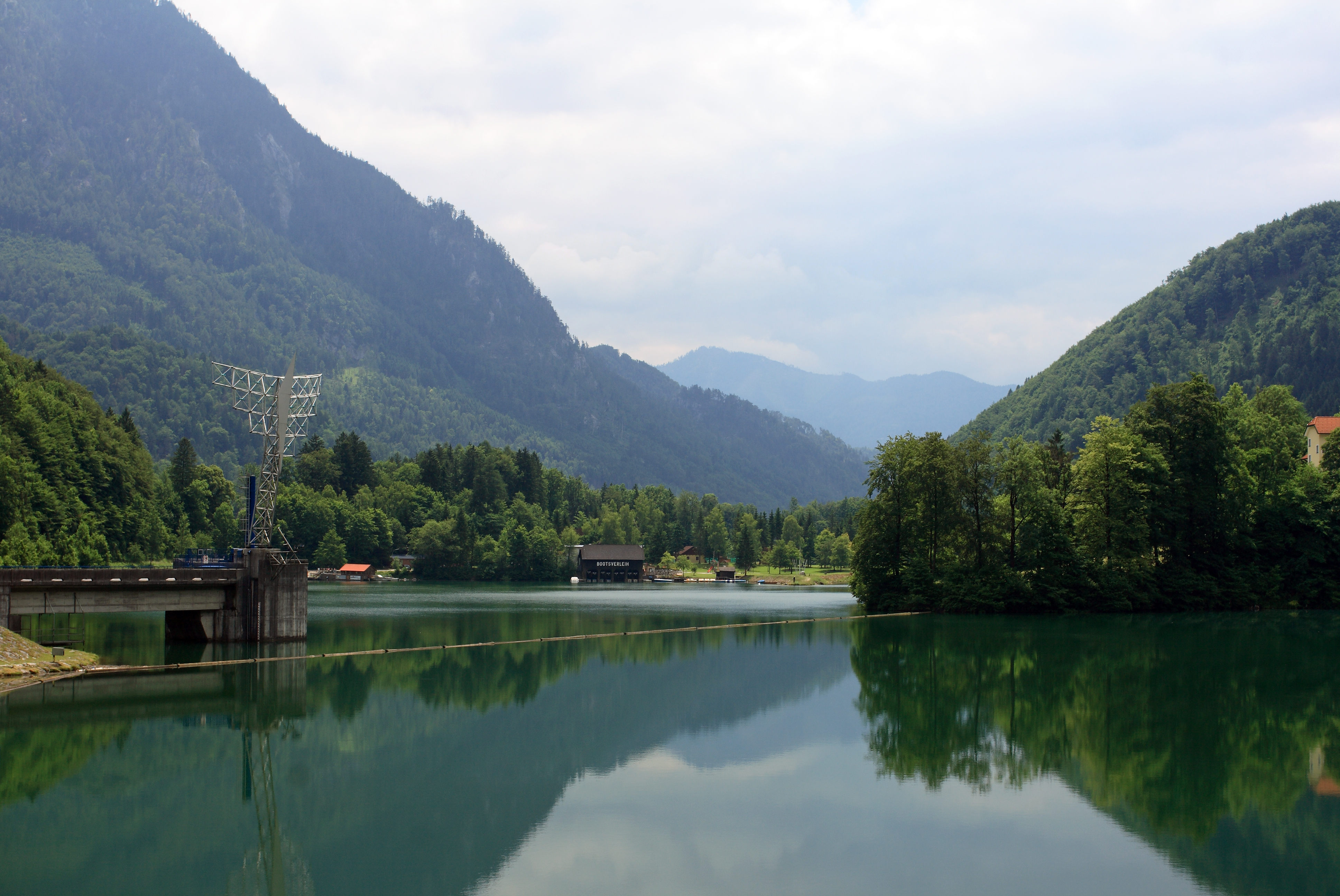
Blick von der Dammkrone über den See
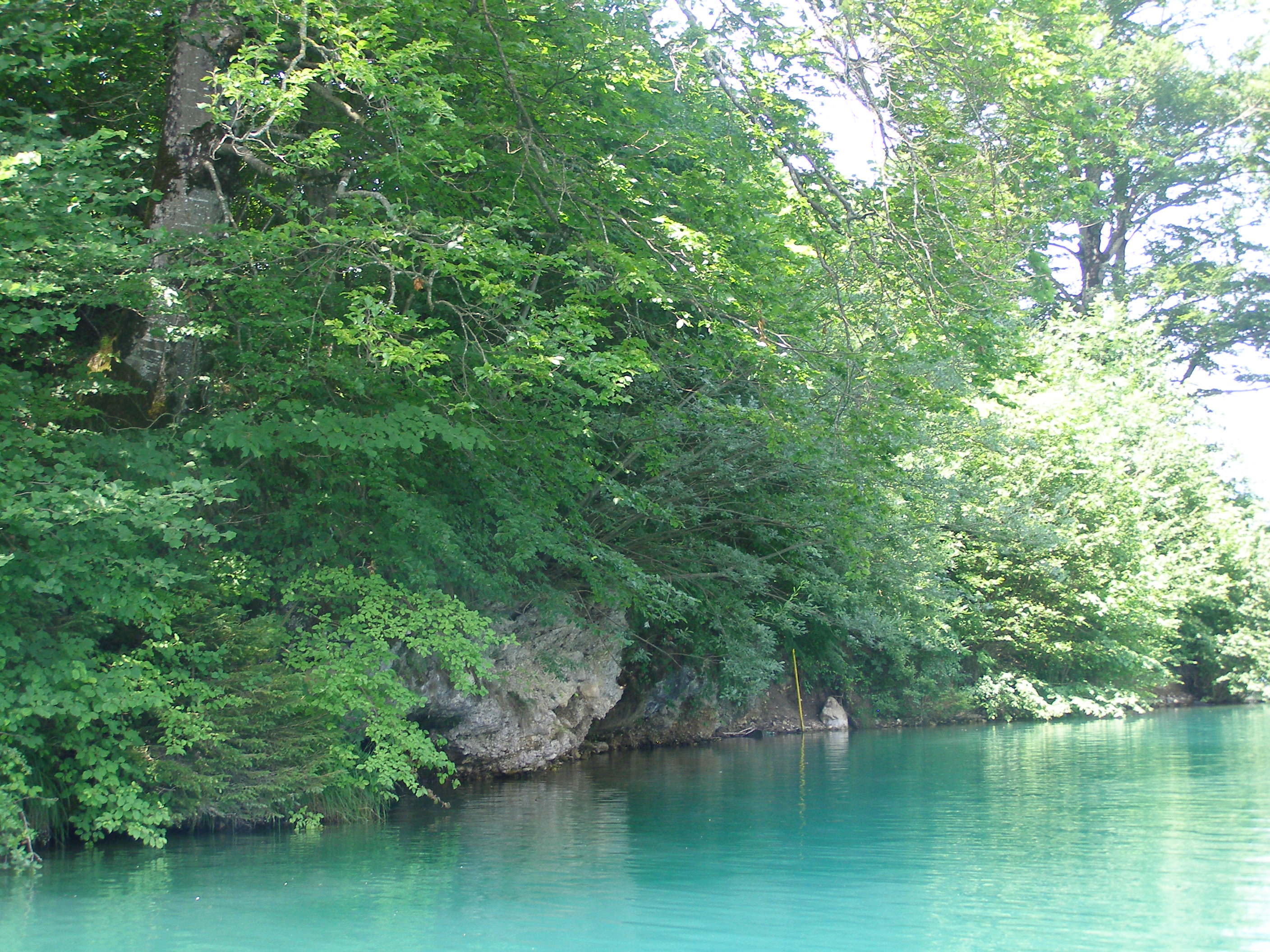
Blick an das Ufer vom Stausee
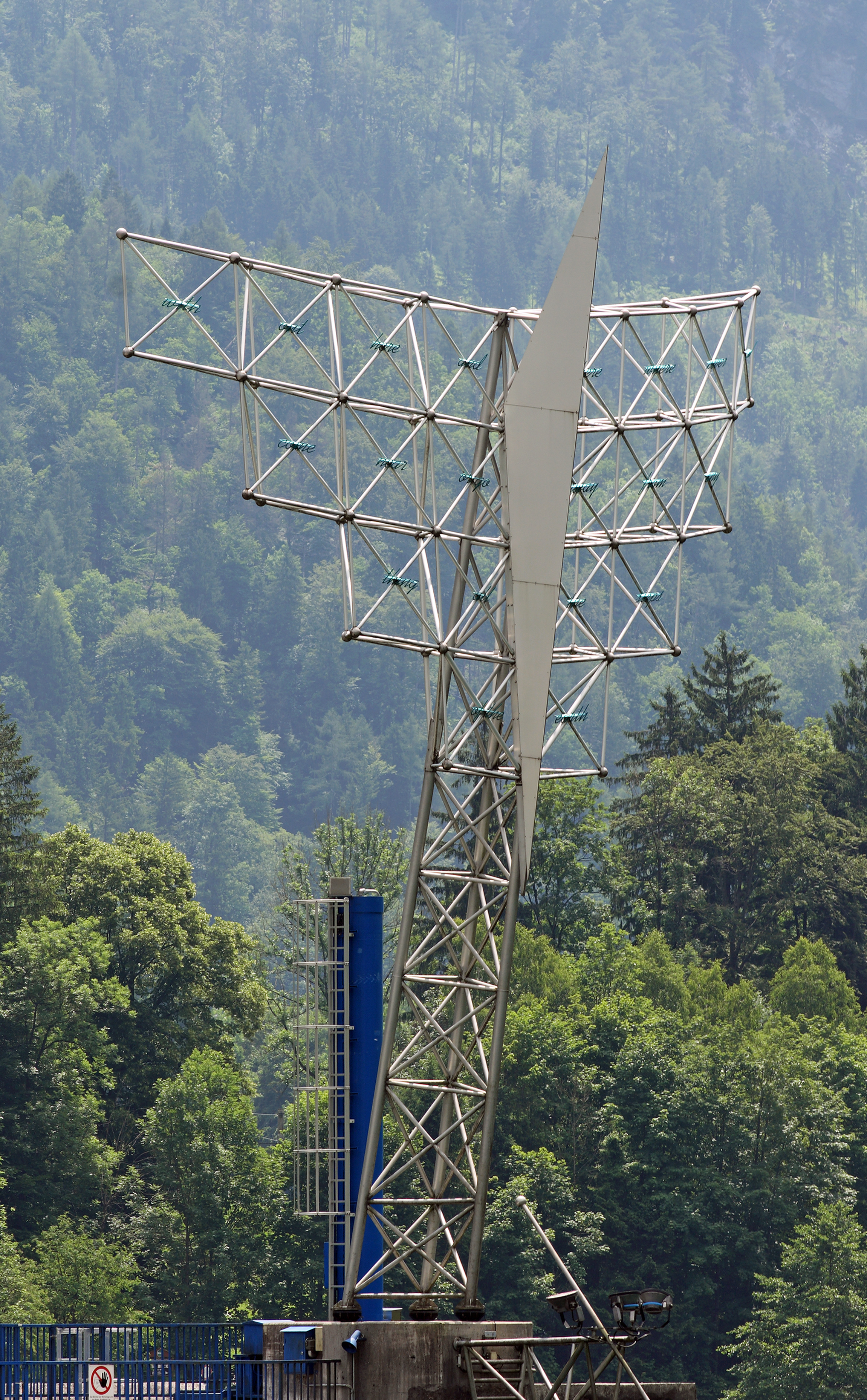
Die Metallskulptur

### Sport
- Steyrlinger Landpartie
- Bungee-Jumping, von der Staumauer des Kraftwerks Klaus
- Steyr Flusswandern

### Regelmäßige Veranstaltungen
- Musik Sommer Klaus: Der Musiksommer Klaus bietet jährlich in den Sommermonaten Konzerte der Klassischen Musik. Die Konzerte finden u. a. in der Bergkirche Klaus statt (siehe Weblinks)
- Mountainbike-Triathlon Klaus: Der Triathlon findet seit 1997 jährlich im August statt

## Wirtschaft und Infrastruktur

### Nah- und Grundversorgung
Abgesehen von der Bäckerei Schwarz und einer Nah-&-Frisch-Filiale in der Ortschaft Steyrling sowie einer BP-Tankstelle mit 24/7 SPAR express Shop, sind die Gemeindebürger darauf angewiesen, in den nördlichen Gemeinden der Umgebung einzukaufen. Des Weiteren gibt es einige gastronomische Betriebe.

### Verkehr
Bahn

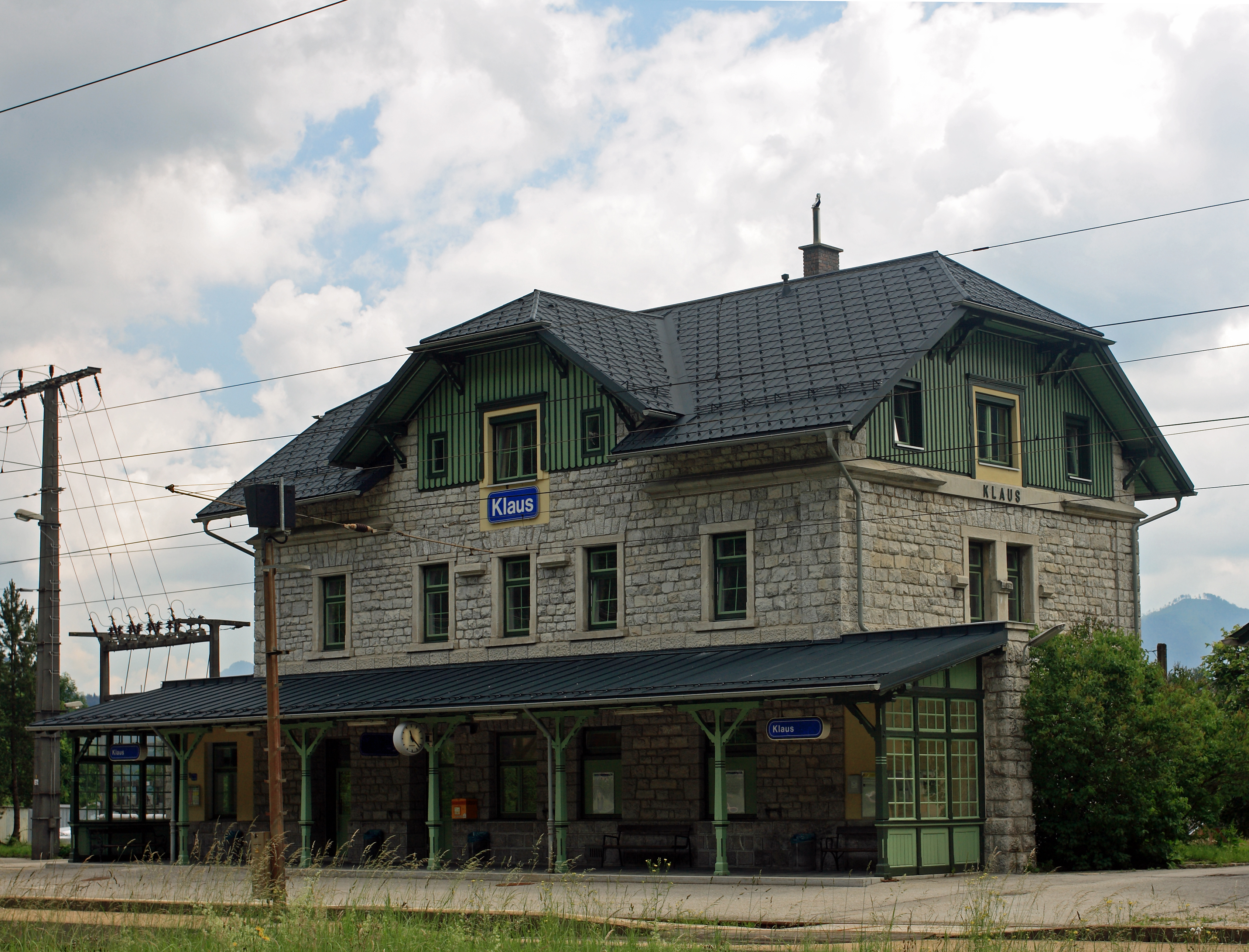
Bahnhof Klaus

Seit alters her führt durch Klaus eine wichtige Nord-Süd-Verbindung. Ab 1887 war Klaus mit der Kremstalbahn an das Eisenbahnnetz angeschlossen. 1906 wurde diese Strecke durch den Bosrucktunnel nach Selzthal verlängert (Pyhrnbahn (Linz–)Wels–Graz). Von 1909 bis 1968 gab es mit der Steyrtalbahn eine Personenzugsverbindung nach Steyr. Güterzüge fuhren noch bis 1980. Heute halten in Klaus Regional-, Regionalexpresszüge aus Selzthal (Fahrzeit rund 50 Minuten) und Linz (Fahrzeit REX ungefähr 55 Minuten und R-Züge 70 Minuten).
Straße
Klaus liegt an der seit Dezember 2004 durchgehend samt Bosrucktunnel fertiggestellten Pyhrn Autobahn A9. Die West Autobahn bei Sattledt ist rund 30 Kilometer von Klaus entfernt. Weiters liegt Klaus an der Pyhrnpass Straße B 138 von Wels nach Liezen.
Postbusse verkehren von Klaus unter anderem nach Kirchdorf an der Krems und Windischgarsten.
Seit 2002 wird mit einem Dorfmobil die Mobilität der Bevölkerung innerhalb der Gemeinde gefördert.
Der von Untergrünburg kommende Steyrtalradweg endet beim Bahnhof.

### Bildung
- Musikvolksschule Klaus
- Volksschule Steyrling
- Kindergarten Steyrling
- Erwachsenenbildungshaus und Kurzbibelschule Schloss Klaus

Belege siehe:

## Politik
Der Gemeinderat hat 13 Mitglieder.
- Mit den Gemeinderats- und Bürgermeisterwahlen in Oberösterreich 2003 hatte der Gemeinderat folgende Verteilung: 13 SPÖ, 5 ÖVP und 1 FPÖ. (19 Mandate)
- Mit den Gemeinderats- und Bürgermeisterwahlen in Oberösterreich 2009 hatte der Gemeinderat folgende Verteilung: 14 SPÖ, 3 ÖVP und 2 FPÖ. (19 Mandate)
- Mit den Gemeinderats- und Bürgermeisterwahlen in Oberösterreich 2015 hatte der Gemeinderat folgende Verteilung: 12 SPÖ, 4 ÖVP und 3 FPÖ. (19 Mandate)
- Mit den Gemeinderats- und Bürgermeisterwahlen in Oberösterreich 2021 hat der Gemeinderat folgende Verteilung: 8 SPÖ, 3 ÖVP und 2 FPÖ.[12][13]

### Bürgermeister
Bürgermeister seit 1850 waren:
- 1850–1861 Johann Wegschaider
- 1861–1867 Gottfried Edtbauer
- 1867–1876 Paul Hunger
- 1876–1879 Raimund Wegschaider
- 1879–1883 Michael Piesslinger
- 1883–1885 Josef Lattner
- 1885–1903 Josef Hunger
- 1903–1912 Josef Lattner
- 1912–1919 Michael Lattner
- 1919–1924 Josef Schiffler
- 1924–1934 August Lindermayr
- 1934–1938 Franz Bendl
- 1938–1943 Emmerich Kerbl
- 1943–1945 Raimund Hunger
- 1945–1949 Franz Osbild
- 1949–1955 Karl Eckhart
- 1955–1979 Norbert Bauernschmied
- 1979–1990 Franz Buder
- 1990–1991 Josef Klinser
- 1991–2002 Siglinde Mollner
- seit 2002 Rudolf Mayr (SPÖ)

### Wappen
Blasonierung:
„In Schwarz vom Rand des Schildhauptes bis zum Schildfuß reichend sechs goldene, drei zu zwei zu eins gestellte Keile.“ Hierbei handelt es sich um das Familienwappen der Familie Storch, die von 1512 bis 1632 in Besitz von Schloss Klaus waren.
Die Gemeindefarben sind Rot-Gelb.

## Persönlichkeiten

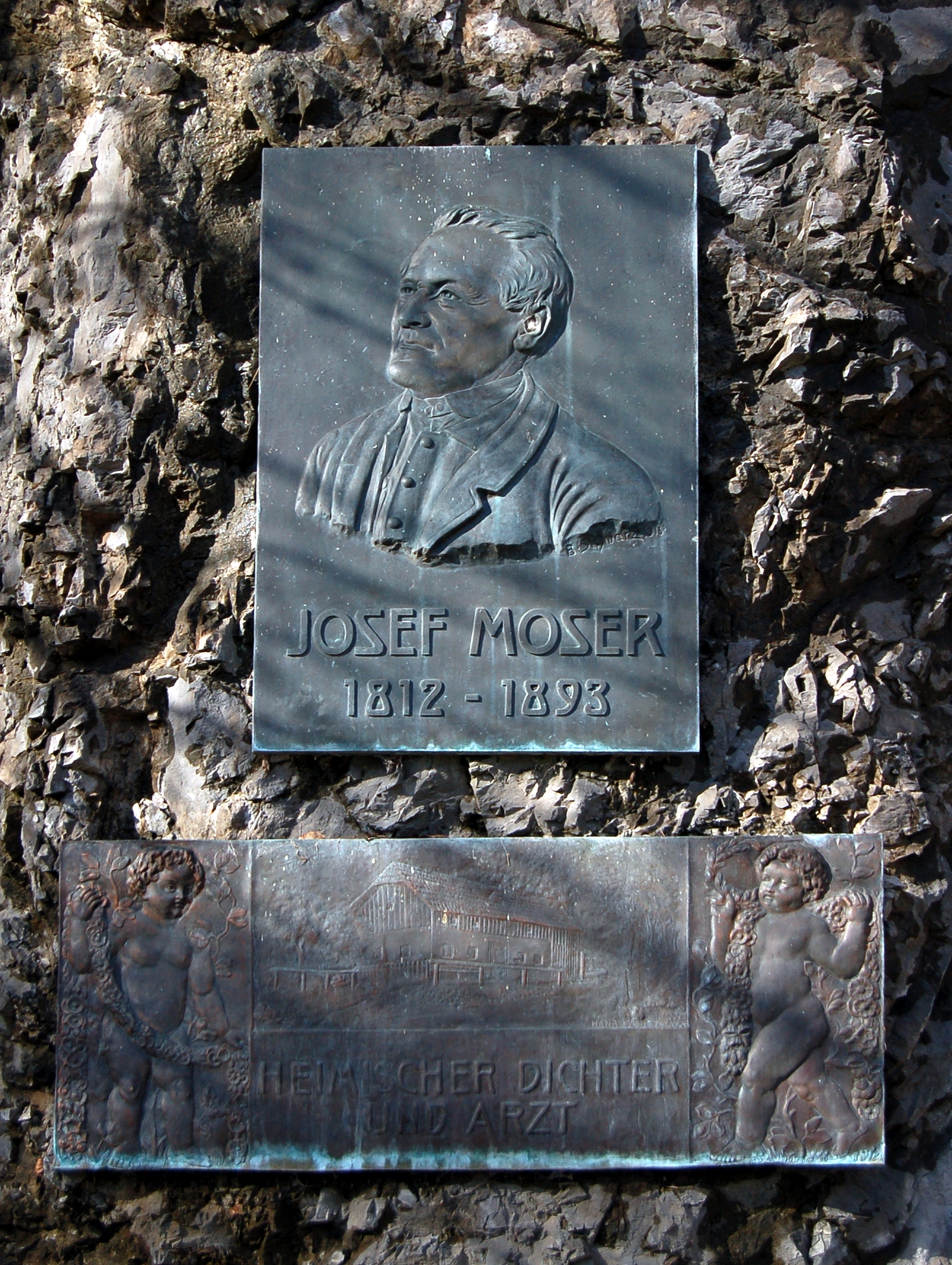
Bronzegusstafeln für Josef Moser
(1812–1893) "Heimischer Dichter, Arzt", an der Pyhrnpass Straße, nahe Klauser Staumauer

### Söhne und Töchter der Gemeinde
- Georg Baumgartner (1860–1927), Geistlicher und Politiker (CSP)
- Hans Bucek (1902–1979), Toningenieur und Tontechniker

### Mit der Gemeinde verbundene Persönlichkeiten
- Josef Moser (* 27. Februar 1812 in Parz, Gemeinde Grieskirchen; † 27. April 1893 in Steyr), hierzulande als Bader Moser bekannt, war ein österreichischer Arzt und Heimatdichter. Er wirkte im Zeitraum von 1836 bis 1876 insgesamt rund 33 Jahre als Gmoabader in Klaus. Josef Moser gehört zu den herausragenden Vertretern der oberösterreichischen Mundartdichtung. Das am 3. August 1913 enthüllte Bader-Moser-Denkmal befindet sich heute unmittelbar an der Bundesstraße 138 neben der Staumauer Klaus. Weiters erinnern die Bader-Moser-Straße in Micheldorf sowie sein Ehrengrab in Steyr an den Heimatdichter.